# Treasure EP.Fin: All to Action
Treasure EP.Fin: All to Action – pierwszy album studyjny południowokoreańskiej grupy Ateez, wydany 8 października 2019 roku przez wytwórnię KQ Entertainment. Płytę promował singel „Wonderland”. Sprzedał się w nakładzie 208 829 egzemplarzy w Korei Południowej (stan na wrzesień 2020 r.).

## Lista utworów
| CD  | CD                                                   | CD                                                   | CD                                        | CD                                       | CD      |
| Nr  | Tytuł utworu                                         | Tekst                                                | Kompozycja                                | Aranżacja                                | Długość |
| --- | ---------------------------------------------------- | ---------------------------------------------------- | ----------------------------------------- | ---------------------------------------- | ------- |
| 1.  | „End of the Beginning”                               |                                                      | Eden, Buddy, Leez, Hongjoong, Song Min-gi | Eden, Leez, Buddy Eden, Leez, Buddy      | 0:29    |
| 2.  | „Wonderland”                                         | Eden, Leez, Buddy, Ollounder, Hongjoong, Song Min-gi | Eden, Leez, Ollounder, Buddy              | Eden, Leez, Ollounder, Buddy             | 3:19    |
| 3.  | „Dazzling Light”                                     | Eden, Leez, Buddy, Ollounder, Hongjoong, Song Min-gi | Eden, Leez, Ollounder, Buddy              | Eden, Leez, Buddy, Ollounder             | 3:09    |
| 4.  | „Angae” (kor. 안개, ang. Mist)                       | Eden, Leez, Buddy, Hongjoong, Song Min-gi            | Eden, Leez, Buddy                         | Eden, Leez, Buddy                        | 3:19    |
| 5.  | „Precious (Overture)”                                | Eden, Ollounder, Hongjoong, Song Min-gi              | Eden, Leez                                | Eden, Ollounder                          | 1:42    |
| 6.  | „Win”                                                | Eden, Leez, Buddy, Ollounder, Hongjoong, Song Min-gi | Eden, Leez, Buddy, Ollounder              | Eden, Leez, Buddy, Ollounder             | 3:22    |
| 7.  | „If Without You”                                     | Eden, Leez, Buddy, Hongjoong, Song Min-gi            | Eden, Leez, Buddy                         | Eden, Leez, Buddy                        | 3:20    |
| 8.  | „Chingu (Thank U)” (kor. 친구 (Thank U))             | Eden, Leez, Ollounder, Hongjoong, Song Min-gi        | Eden, Leez, Ollounder                     | Eden, Leez, Ollounder                    | 3:21    |
| 9.  | „Sunrise”                                            | Eden, Hongjoong, Leez, Buddy, Song Min-gi            | Eden, Leez, Hongjoong, Buddy              | Eden, Hongjoong, Leez, Buddy             | 3:18    |
| 10. | „Georeogago isseo” (kor. 걸어가고 있어, ang. With U) | Eden, Leez, Hongjoong, Song Min-gi                   | Eden, Leez                                | Eden, Leez                               | 3:34    |
| 11. | „Beginning of the End”                               |                                                      | Eden, Leez, Buddy, Ollounder, Ahn Su-wan  | Eden, Leez, Buddy, Ollounder, Ahn Su-wan | 1:52    |

## Notowania
| Lista                                 | Pozycja |
| ------------------------------------- | ------- |
| ARIA Digital Albums Chart (Australia) | 32      |
| Gaon Weekly Album Chart               | 1       |
| Heatseekers Albums (Billboard)        | 10      |
| World Albums (Billboard)              | 7       |
| Five Music (Tajwan)                   | 16      |
| Album Top 40 slágerlista (Mahasz)     | 15      |
| Polska (ZPAV)                         | 20      |